# شو یوان (بازیکن فوتبال)
شو یوان (انگلیسی: Xu Yuan؛ زادهٔ ۱۷ نوامبر ۱۹۸۵) بازیکن فوتبال اهل چین است.